# Загорский, Андрей Владимирович
Заго́рский Андре́й Влади́мирович (родился в 1959 в Москве) — советский и российский политолог.

## Образование
В 1981 году окончил факультет международных отношений Московского государственного института международных отношений (МГИМО). В 1985 году защитил в МГИМО диссертацию на соискание учёной степени кандидата исторических наук.

## Экспертная деятельность
В 1981—1992 годах — научный сотрудник Центра международных исследований МГИМО.

В 1987—1991 годах участвовал в работе ряда совещаний СБСЕ в качестве внешнего эксперта советских делегаций: на венской встрече (1987 и 1988 гг.); на трех совещаниях Конференции по человеческому измерению СБСЕ в Париже (1989), Копенгагене (1990) и Москве (1991 г.); в подготовительном комитете к парижскому совещанию СБСЕ в верхах (1990 г.).
В 1992—1999 годах — проректор МГИМО по научной работе.

В 1999—2001 годах — старший вице-президент, директор проекта Института Восток-Запад, Прага.

В 2002 году — профессор Женевского центра политики безопасности.

В 2002—2003 годах — заместитель директора Института прикладных международных исследований, Москва.

В 2004—2005 годах — заместитель руководителя Московского отделения Фонда им. К. Аденауэра.
Член редколлегии Ежегодника ОБСЕ (Гамбург) и ответственный редактор русского издания Ежегодника. Член редколлегии журнала Helsinki Monitor, Гаага. Член редакционного совета бюллетеня «Европейская безопасность», Москва.

Вице-президент российской Ассоциации евро-атлантического сотрудничества. Член международного совета Женевского центра демократического контроля над вооружёнными силами. Член Совета и редколлегии ПИР-Центра (Политические исследования в России).
Специалист по вопросам европейской безопасности, взаимоотношений России с НАТО и европейскими организациями: ОБСЕ, ЕС, Совета Европы. Стоял у истоков формирования независимых, неправительственных исследований в области нераспространения оружия массового уничтожения и контроля над вооружениями в Российской Федерации, оказывал помощь начинающим специалистам в этой области.

## Труды
Автор более 200 публикаций по вопросам европейской безопасности, постсоветских исследований, контроля над вооружениями, внешней политики России, в том числе:
- Загорский А. В., Лукас М. Р. Россия перед европейским вызовом. М., 1993.
- Хельсинкский процесс. М., 2005.